# موحش
موحش (فرانسوی: Le Redoutable‎) یک فیلم درام فرانسوی به کارگردانی میشل آزاناویسوس محصول سال ۲۰۱۷ است. این فیلم در بخش مسابقه هفتادمین دوره جشنواره فیلم کن برای تصاحب نخل طلا رقابت می‌کند.